# Свети Георги (Слепче)
Вижте пояснителната страница за други значения на Свети Георги.
„Свети Георги“ (на македонска литературна норма: „Свети Ѓорѓи“) е възрожденска православна църква в прилепското село Слепче, Северна Македония. Църквата е под управлението на Преспанско-Пелагонийската епархия на Македонската православна църква.
Църквата е гробищен храм, разположен в северния край на селото. В архитектурно отношение представлява малка еднокорабна сграда с полукръгла апсида от външната страна. Изградена е в XVII – XVIII век, когато е и изписана със стенописи. Обновена е в XIX век. Има възрожденски дървен изписан иконостас.